# Baclain
Baclain est un village situé dans la commune belge de Gouvy en province de Luxembourg.

## Transport
Le village de Baclain est situé sur une nationale très empruntée par les camions puisqu’il se situe entre le Parc d’Activités Économiques de Courtil et la E25
Concernant les lignes de bus, il y en a 4 qui passent par Baclain. La ligne 18 qui relie Bastogne-Houffalize et Montleban. La ligne 18/3 qui relie Houffalize à Vielsalm. La ligne 89 qui relie Bastogne-Gouvy et Vielsalm.
Et enfin la ligne 163c qui relie Bastogne-Houffalize et Gouvy.

## Histoire
Le Village de Baclain, anciennement de  la commune de Montleban, fut un haut-lieu de la résistance de l'Armée secrète pendant la Deuxième guerre mondiale. Des contacts s'établirent sur place entre différents groupements de résistance. 
Le code télégraphique de communication de l'Armée secrète, de la zone V, sous-secteur IV était "Canada".
C'est également le village natal de l'actuelle bourgmestre Véronique Léonard, issue d'une famille nombreuse.
Un panneau commémorant la présence russe fut érigé en 2019 près de la plaine de parachutage à la sortie du village.
Les drapeaux russes et belges hissés en permanence ont été retiré après le début de la guerre en Ukraine au printemps 2022.

## Géographie
Le village se situe sur le bord de la N812 qui relie les villages de Courtil à Dinez.
Son altitude est assez élevée, son point le plus bas s’élève à 438M et son point le plus haut à 520M.
| Lomré     | Langlire | Courtil    |
| Montleban | Baclain  | Halconreux |
| Montleban | Cherain  | Sterpigny  |